# Jean Antoine Huot de Goncourt
Jean-Antoine Huot de Goncourt, seigneur de Maisoncelles, est un homme politique français né le 15 avril 1753 à Bourmont et décédé le 18 septembre 1832 à Neufchâteau . 
Avocat à Bourmont, il est élu député du tiers aux Etats généraux par le bailliage de Bar-le-Duc le 1er avril 1789. À l'assemblée, il est chargé d'un rapport sur les troubles de Toulouse et sur ceux de Saint-Jean-d'Angély. 

## Sources
- « Jean Antoine Huot de Goncourt », dans Adolphe Robert et Gaston Cougny, Dictionnaire des parlementaires français, Edgar Bourloton, 1889-1891 [détail de l’édition]